# Bronson (Floryda)
Bronson – miasto w Stanach Zjednoczonych, w stanie Floryda, siedziba administracyjna hrabstwa Levy.